# 1931 v dopravě
Tento článek obsahuje seznam událostí souvisejících s dopravou, které proběhly roku 1931.

## Události
Vznik výrobce sportovních aut Porsche.
 BMW začalo vyrábět automobil vlastní konstrukce.
 Začala výroba lokomotiv řady (ČSD) E 666.0.
 Ukončení výroby Bentley 8 L, zahájení výroby Bentley 4 L.
 Začátek stavby na Petřínské lanovce.
 Anglická Královská komise doporučila, aby se tramvaje v Londýně vyměnily s trolejbusy.